# Maria Teresa de França (1746-1748)
Maria Teresa de França (em francês: Marie Thérèse de France; Versalhes, 19 de julho de 1746 – Versalhes, 27 de abril de 1748) era filha de Luís, Delfim da França e da infanta Maria Teresa Rafaela da Espanha, sendo neta de Luís XV de França e Maria Leszczyńska. Sua mãe faleceu três dias após o seu nascimento.

## Biografia
Quando Maria Teresa nasceu, ela recebeu o título honorário de "Madame Real". Sua mãe Maria Teresa Rafaela da Espanha e seu pai Luís, Delfim da França eram primos de segundo grau, sendo ambos descendentes de Luís, Grande Delfim de França. Maria Teresa foi recebida com muita alegria apesar de ser uma mulher. Sua mãe morreu três dias depois de seu nascimento e ela ficou sob os cuidados de Marie Isabelle de Rohan, duquesa de Tallard.
O seu pai tinha dezesseis anos quando sua mãe morreu, ele estava profundamente triste com esta perda, mas a sua responsabilidade de dar um herdeiro para a sucessão ao trono da França precisava que ele se casasse de novo rapidamente, o que fez 9 de fevereiro de 1747, em Versalhes.
Seu pai se casou novamente contra sua vontade com Maria Josefa da Saxônia, embora Maria Teresa não fosse sua filha, Maria Josefa a considerava a sua própria filha. Ela cuidava e dava muita atenção e carinho para Maria Teresa. No dia de sua morte, Maria Josefa foi vista chorando amargamente no funeral de sua enteada falecida.
Antes de morrer, quando ela tinha quase dois anos de idade, Madame Real foi atingida por um crescimento dentário errado: Como uma cura, ela tentou provocar o próprio vômito para tentar parar a dor. Claro que este método falhou, e Madame Real sofreu mais tarde convulsões que levaram à sua morte repentina em 27 de Abril de 1748. Naquele dia, ela tinha sido batizada com o nome de Maria Teresa, em homenagem a sua mãe. Ela foi enterrada na Basílica de Saint-Denis.
Seu pai ficou profundamente afetado pela morte de Maria Teresa, já que era a única ligação com sua primeira esposa. Sua madrasta encomendou uma pintura (perdida) da criança para ser deixada em seu berço.
Maria Teresa foi, portanto, a meia-irmã dos futuros Luís XVI, Luís XVIII e Carlos X.